# مزققة أيلية
مزققة أيلية (الاسم العلمي:Ascobolus cervinus) هي نوع من الفطريات تتبع جنس المزققة من الفصيلة المزققية.